# Бременський ког
Бременський ког (нім. Bremer Kogge) — добре збережені останки середньовічного судна (кога) кінця XIV століття, що були виявлені в 1962 році в Бремені.
На основі дендрохронологічного аналізу судно датується 1380-м роком.

## Історія
Перші фрагменти бременського кога були виявлені 8 жовтня 1962 року під час робіт з поглиблення дна річки Везер. Пошук нових частин тривав до липня 1965 року. У результаті було знайдено понад 2000 окремих частин судна, що були передані Німецькому музею судноплавства для зберігання. До 1972 року вони зберігались у водних резервуарах для запобігання розпаду на повітрі. У 1972 році почалась реконструкція судна, що була завершена через 18 років, у травні 2000 року.
Нині бременський ког демонструється в Німецькому музеї судноплавства в Бремергафені.

## Конструкція
Розміри: довжина — 24 метри, ширина по міделю — 8 метрів, висота бортів — трохи більше 4 метрів. У відповідності з цими розмірами, водотоннажність бременського кога оцінюється в 130 тонн.